# إيطاليا الفتية
إيطاليا الفتاة أو لا جيوفيني ايتاليا حركة سياسية تأسست عام 1831 من قبل جوزيبي مازيني. كان هدفها إنشاء جمهورية إيطالية موحدة من خلال التشجيع على العصيان العام في الدول الرجعية الإيطالية وفي الأراضي المحتلة من قبل الإمبراطورية النمساوية. كان اعتقاد مازيني أن انتفاضة شعبية من شأنها أن توحد إيطاليا.
تأسست إيطاليا الفتاة في مرسيليا في تموز / يوليو 1831. تبنى أعضاؤها ألقاباً مأخوذة عن شخصيات بارزة من إيطاليا القرون الوسطى. في عام 1833 اعتقل العديدون من أعضاء الحرك الذين كانوا يخططون لإشعال تمرد في سافوي وبيدمونت و أعدموا على يدي الشرطة السردينية. بعد تمرد مازيني آخر فاشل في بيدمونت وسافوي في فبراير/ شباط 1834، توارت الحركة عن الأنظار لبعض الوقت وظهرت عام 1838 في انكلترا. فشلت التمردات الأخرى في صقلية وأبروتسو و توسكانا ولومبارديا فينيشيا ورومانيا (1841 و 1845) و بولونيا (1843). كما أن الجمهورية الرومانية لم تعمر طويلاً (1848-1849) و التي سحقت من قبل الجيش الفرنسي بناء على طلب من البابا بيوس التاسع.
في غضون ذلك أصبحت حركة إيطاليا الفتاة جزءاً من حركة أوروبا الفتاة (التي أنشئت في 1835) و هي جمعية دولية المنحى جنباً إلى جنب مع حركات مماثلة مثل ألمانيا الفتاة [الإنجليزية] و بولندا الفتاة [الإنجليزية] و سويسرا الفتاة.
طردت حركة مازيني بعد ثورة فاشلة أخيرة ضد النمسا في ميلانو في عام 1853 مدمرة الآمال في إيطاليا ديمقراطية لصالح النظام الملكي الرجعي في بييدمونت الذي حقق الوحدة الوطنية عدة سنوات لاحقة.